# Teorema de Krull
En teoria d'anells, una branca de l'àlgebra, el teorema de Krull és un teorema matemàtic que estableix l'existència d'ideals maximals. Duu el nom de Wolfgang Krull, algebrista alemany que el va demostrar l'any 1929. Si es considera la matemàtica dels habituals axiomes de Zermelo-Fraenkel, el teorema de Krull és equivalent a l'axioma de l'elecció.

## Enunciat
Sia A un anell commutatiu unitari no trivial, tot ideal propi de A és subconjunt d'algun ideal maximal de A.

## Història
Krull va demostrar aquest resultat fent servir el teorema del bon ordre, que és equivalent a l'axioma de l'elecció. Posteriorment Max Zorn en donà una nova demostració utilitzant una versió de l'axioma de l'elecció que actualment s'anomena lema de Zorn, en un article publicat el 1935 on mostrava les nombroses aplicacions que aquest lema podia tenir en l'àlgebra.
L'any 1978, Wilfrid Hodges demostrà que el teorema de Krull és, de fet, equivalent a l'axioma de l'elecció dins la teoria de Zermelo-Fraenkel.

## Conseqüències
Sia A un anell commutatiu amb unitat i més d'un element:
- L'espectre de A (el conjunt d'ideals primers) no és buit.
- El nilradical de A és la intersecció dels ideals primers de A.
- Més generalment, el radical de tot ideal propi de A és la intersecció dels ideals primers que el contenen.